# Mari Jose Urruzola
Mari Jose Urruzola Zabalza (Irun, 1941 – Bilbao, 28 de abril de 2006) foi uma pedagoga, feminista e escritora consciencializada com a co-educação e a educação para a igualdade.

## Carreira
Licenciada em filosofia e catedrática dessa matéria durante sua carreira profissional, exerceu como docente em institutos de Bilbau. Nos anos 90, trabalhou nos serviços de apoio do Departamento de Educação do Governo Basco como assessora de co-educação até sua aposentação no ano 2001.

### Co-educação
Escreveu diversos livros e guias educativos para meninas e adolescentes com temas como a violência de género, as relações interpessoais e a educação sexual, entre os que se encontram:
- Sexualidad en la escuela, Barcelona, 1985
- Aprendiendo a amar desde el aula, Bilbao, 1991
- Guía para chicas. Cómo andar por casa, Bilbao, 1992[4]
- Guía para chicas. Cómo prevenir y defenderte de las agresiones Bilbao, 1992[5]
- Introducción a la filosofía educadora, Bilbao, 1995
- Educación de las relaciones afectivas y sexuales desde la filosofía coeducadora, 1997.
- Prevención de la violencia sexista desde la escuela, Vitoria-Gasteiz, 2003[6]
- La Educación no sexista, ¿una asignatura o una transversal?, Vigo, 2004[7]